# امیل چین
امیل ویلیام چین (Emil William Chynn) (زادهٔ ۷ اکتبر ۱۹۶۵)، جراح لازک، مؤلف، محقق و شخصیت رسانه‌ای چینی-آمریکایی است. او صاحب تنها مرکز لیزری اصلاح بینایی در ایالات متحده آمریکا بوده که در زمینهٔ جراحی سطحی پیشرفته (شامل لازک و اپی لازک) فعال است. این روش برخلاف لیزیک، روشی جدیدتر و مطمئن‌تر برای اصلاح عیوب انکساری است که نیازی به بریدن فلپ در قرنیه ندارد. او در مصاحبه‌هایی با نیویورک تایمز، وال استریت ژورنال، CNN و دیسکاوری، مجلهٔ آنلاین تایم و شبکه‌های ABC, NBC, CBS و فاکس نیوز در مورد لازک و همچنین «جواهر چشمی» از جنس پلاتین و خالکوبی قرنیه صحبت کرده‌است. وی همچنین در برنامهٔ هوارد استرن به‌عنوان واجد شرایط‌ترین مجرد نیویورک و نیز در برنامهٔ «دلال ازدواج میلیونر» با اجرای دلال ازدواج سختگیر، پتی استنجر، حضور یافته‌است.

## اوایل زندگی و تحصیلات
امیل چین در نیویورک چشم به جهان گشود. پدر او کو یورک (یورک) و مادرش ماری نوئل (نوئل)، به ترتیب رادیولوژیست عصبی و مددکار اجتماعی بودند. آن‌ها جداگانه از شانگهای چین مهاجرت کردند و در نیویورک با یک‌دیگر آشنا شدند. چین در تنافلی، نیوجرسی پرورش یافت و از دبیرستان تنافلی فارغ‌التحصیل شد.
در سال ۱۹۸۷، چین مدرک کارشناسی خود را در رشتهٔ علوم زیستی از کالج دارتموث در هانوفر، نیوهمپشایر دریافت کرد و با تقدیر و تشویق فارغ‌التحصیل شد. در سال ۱۹۹۲، او دکترای پزشکی خود را با درجهٔ ممتاز در دوره‌های متعدد، ازجمله جراحی عمومی از کالج پزشکان و جراحان دانشگاه کلمبیا دریافت کرد. چین دورهٔ کارآموزی موقت را در مراکز پزشکی کاتولیک سنت وینسنت در گرینیچ ویلج گذراند. او در آنجا به درمان قربانیان اولین بمب‌گذاری مرکز تجارت جهانی در سال ۱۹۹۳ کمک می‌کرد. در سال ۱۹۹۶، چین دورهٔ رزیدنتی خود را در رشتهٔ چشم‌پزشکی در بیمارستان چشم و گوش ماساچوست وابسته به دانشگاه هاروارد سپری کرد و یک سال بعد یعنی در سال ۱۹۹۷، دورهٔ فلوشیپ خود را در پیوند قرنیه و جراحی انکساری در دانشگاه اموری زیر نظر پزشک جورج وارینگ سوم، «پدر جراحی انکساری آمریکایی» که پژوهش تأثیرگذار پرک را به‌عنوان اولین مطالعهٔ تحت حمایت سازمان غذا و داروی آمریکا در مورد اصلاح بینایی با لیزر انجام داده‌است و پزشک دویل استالتینگ که به ریاست انجمن آمریکایی کاتاراکت و جراحی انکسار می‌رسد، به پایان رساند. در سال ۲۰۰۴، چین مدرک کارشناسی ارشد مدیریت بازرگانی همراه با گواهی‌نامهٔ کارآفرینی از دانشکدهٔ بازرگانی استرن دانشگاه نیویورک دریافت کرد.

## حرفه
چین مدیر جراحی انکساری بیمارستان سنت وینسنت در منهتن و نیز مدیر جراحی انکساری و استادیار چشم‌پزشکی سانی بروکلین، بیمارستان کالج لانگ آیلند بوده‌است. او به‌عنوان متخصص چشم‌پزشکی، قرنیه و علوم بینایی در گروه پژوهشی کولمن و گرسون لرمن فعالیت می‌کرد. چین برنامهٔ تلویزیونی خود را در مورد جراحی انکساری در شبکهٔ محلی منهتن و همچنین برنامهٔ رادیویی زنده‌ای را در پخش اِی‌ام شبکه-ی وود در نیویورک اجرا می‌کرد.
در سال ۲۰۰۱، چین اولین پزشکی بود که خود را به نقطهٔ صفر زمین در محل حادثهٔ حملات ۱۱ سپتامبر رساند. او در آنجا اولین مرکز اورژانس و تریاژ را در محل برگر کینگ که مقابل مرکز تجارت جهانی سابق بود، راه-اندازی کرد.
در سال ۲۰۰۵، چین اولین جراح اصلاح بینایی با لیزر در ایالت سه‌گانهٔ نیویورک شناخته شد که برای این کار به‌طور انحصاری روش جراحی سطحی پیشرفته را اتخاذ کرده بود. این شیوه نسبت به روش قدیمی لازک یا فرایند پی‌آرکی، پیشرفته محسوب شده و شامل تکنیک‌های بدون برش لازک و اپی لازک است که سریع‌تر از پی‌آرکی ترمیم شده و بهبود می‌یابند. همین‌طور به‌دلیل اجتناب از برش قرنیه از روش لیزیک امن‌تر هستند. در سال ۲۰۱۰، پزشک چین موفق شد پیشرفته-ترین روش جراحی سطحی چشمی را که تا آن روزگار در آمریکا انجام شده بود، روی یک بیمار چینی با ضعف بینایی شمارهٔ منفی بیست‌ودو با موفقیت انجام دهد.
در آوریل ۲۰۱۷، پزشک چین چندین سخنرانی در اوکراین برای چشم‌پزشکان به‌منظور به اشتراک‌گذاری تجربه و ارائهٔ بورسیه ایراد کرده‌است. این بورسیه را بنیاد خانوادگی چین ارائه کرده‌است. پزشک چین از چندین مؤسسه و مرکز پزشکی در شهرهای اوکراین از جمله لویو، کیف، خارکف و سومی بازدید کرد.

## پوشش رسانه‌ای
وال استریت ژورنال با چین در مورد تثبیت صنعت اصلاح بینایی با لیزر و چگونگی اثر آن بر پژوهش‌های آینده که شرکت‌های ادغام‌شده انجام خواهند داد، مصاحبه کرده‌است. همچنین مجلهٔ نیویورک تایمز نیز با وی در مورد این‌که چگونه امروزه پزشکان و جراحان از شبکه‌های اجتماعی و دیگر تکنیک‌های بازاریابی برای ارتباط مستقیم با مشتریان بهره می‌برند، صحبت کرده‌است.
در سال ۲۰۱۳، چین با حضور در شبکهٔ سی‌ان‌ان در برنامهٔ هوارد استرن حضور یافت و در مورد اصلاح بینایی با لیزر و زندگی شخصی و عاشقانه‌اش صحبت کرد. همچنین او در آن برنامه، به دلالان ازدواج، چه حرفه‌ای و چه مبتدی، پیشنهاد کرد اگر کسی دختر مناسبی به او معرفی کند که همسر وی شود، ماشین فراری صد هزار دلاری خود را به آن دلال هدیه می‌دهد. در مارس ۲۰۱۴، چین به‌عنوان میلیونر مجرد در برنامهٔ دلال ازدواج میلیونر شبکهٔ تلویزیونی براوو با اجرای پتی استنجر شرکت کرد.
شبکه‌های سی‌ان‌ان و ای‌بی‌سی و ان‌بی‌سی با چین مصاحبه کرده‌اند. وی همچنین در اخبار شبکهٔ سی‌بی‌اس به‌عنوان تنها مرکزی که آن‌ها در نیویورک بازدید کردند و از «قیمت‌گذاری پله‌ای» (که به‌عنوان قیمت‌گذاری «روش فروش جلب و تغییر» نیز شناخته می‌شود، جاییکه مرکز یا پزشک «لیزیک به قیمت ۳۹۹ دلار برای هر چشم» را تبلیغ می‌کند، درحالی که این مبلغ فقط شامل افرادی می‌شود که شمارهٔ چشم آن‌ها آنقدر پایین است که حتی ممکن است عینک نزنند) استفاده نکرده، شرکت کرده‌است. در سال ۲۰۱۶، چین در شبکهٔ تلویزیونی دیسکاوری و فاکس نیوز به‌عنوان اولین جراح چشم در آمریکا که ایمپلنت زیبایی پلاتینی درون چشم به نام «جواهر چشمی» قرار داده، حضور داشت.

## پژوهش و تألیفات
چین یکی از نویسندگان بیش از دوازده مقاله در مجله‌های دانشگاهی دربارهٔ اصلاح بینایی با لیزر است. برای مثال، او نویسندهٔ مقاله‌هایی در مجله‌های چشم‌پزشکی، آرشیوهای چشم‌پزشکی، مجلهٔ آمریکایی و انگلیسی چشم‌پزشکی است. او همچنین مؤلف بیش از صد مقالهٔ غیردانشگاهی در حوزهٔ موضوع‌های گستردهٔ چشم‌پزشکی است. چین فصل‌هایی از چند کتاب را نوشته و نیز یکی از بازبین‌های مجله‌های دانشگاهی در مجلهٔ چشم‌پزشکی و مجلهٔ آمریکایی چشم‌پزشکی است.
چین محقق اصلی آزمایش‌های سازمان غذا و داروی آمریکا روی اولین لیزر برانگیخته‌پار حالت جامد در جهان بود که شرکت نووآتک انجام داد. او پژوهش‌های خود را روی لیزیک، پی‌آرکی، تکینیک‌های جراحی سطحی پیشرفته شامل لازک و اپی لازک در آمریکا و نیز در سطح بین‌المللی در کشورهای چین، روسیه، اسپانیا، هلند، اسلوونی، مکزیک و مصر ارائه کرد. همچنین در مؤسسهٔ فیلاتوف اوکراین در حوزهٔ بیماری‌های چشمی و بافت‌درمانی سرمایه‌گذاری کرد.
او مدیریت پزشکی تنها برنامه‌ای در آمریکا را برعهده دارد که به‌طور خاص به فلوشیپ عیوب انکساری می‌پردازد و وابسته به برنامهٔ مشترک سان‌فرانسیسکو است.